# Blurred in My Mirror
Blurred in My Mirror este cel de-al patrulea album de studio al cântăreții și producătoarei japoneze Tujiko Noriko, lansat în 2005 cu ajutorul casei de discuri Room40.

## Lista pieselor
Toate piesele scrise de către Tujiko Noriko. 
| 1. | „Niagara Hospital”           | 7:15 |
| 2. | „Tablet for Memory”          | 6:55 |
| 3. | „I'm Not Dreaming, King”     | 4:14 |
| 4. | „Switch of the Sun in You”   | 7:00 |
| 5. | „Shayou (Setting Sun)”       | 4:49 |
| 6. | „Tennisplayer Makes a Smile” | 5:19 |
| 7. | „Magpies and Mornings”       | 3:52 |